# Graphiphora sierrae
Graphiphora sierrae är en fjärilsart som beskrevs av Harvey 1876. Graphiphora sierrae ingår i släktet Graphiphora och familjen nattflyn. Inga underarter finns listade i Catalogue of Life.